# Enquête sur une passion
Pour plus de détails, voir Fiche technique et Distribution.
Enquête sur une passion (Bad Timing) est un film britannique réalisé par Nicolas Roeg, sorti en 1980.

## Synopsis
Vienne (Autriche). Alex Linden (Art Garfunkel) et Milena Flaherty (Theresa Russell), un jeune couple américain, y vivent une relation tumultueuse. Un soir, la jeune femme est admise à l'hôpital dans un état grave pour une tentative de suicide. L'inspecteur Netusil (Harvey Keitel) est chargé de découvrir les raisons de cette hospitalisation et si elles sont de nature judiciaire. Toute la nuit, il va pousser Alex à avouer une tentative de meurtre, mais à l'aube, la jeune femme est tirée d'affaire: puisqu'il n'y a pas de cadavre, il n'y a pas eu meurtre.

## Autour du film
Art Garfunkel a eu une liaison avec l'actrice et photographe Laurie Bird jusqu'à son suicide à l'âge de 25 ans, le 15 juin 1979, dans l'appartement qu'ils partagent alors à Manhattan.

## Fiche technique
- Titre : Enquête sur une passion
- Titre original : Bad Timing
- Réalisation : Nicolas Roeg
- Scénario : Yale Udoff
- Production : Jeremy Thomas
- Musique : Richard Hartley
- Photographie : Anthony B. Richmond
- Montage : Tony Lawson (de)
- Pays d'origine :  Royaume-Uni
- Langue: anglais
- Format : Couleurs - 2,35:1 - Mono
- Genre : Drame
- Durée : 123 minutes
- Date de sortie : mars 1980

## Distribution
- Art Garfunkel (VF : Bernard Murat) : Alex Linden
- Theresa Russell : Milena Flaherty
- Harvey Keitel (VF : Philippe Ogouz) : Inspecteur Netusil
- Denholm Elliott : Stefan Vognic
- Daniel Massey : le dandy
- Dana Gillespie : Amy Miller
- William Hootkins : Colonel Taylor
- Eugene Lipinski : Policier à l'hôpital
- Ania Marson : Dr Schneider